# Рубен Маркос
Рубен Маркос (ісп. Rubén Marcos, 6 грудня 1942, Осорно — 14 серпня 2006, Осорно) — чилійський футболіст, що грав на позиції півзахисника.
Виступав, зокрема, за клуб «Універсідад де Чилі», а також національну збірну Чилі.

## Клубна кар'єра
У дорослому футболі дебютував 1962 року виступами за команду «Універсідад де Чилі», в якій провів вісім сезонів, взявши участь у 223 матчах чемпіонату. Більшість часу, проведеного у складі «Універсідад де Чилі», був основним гравцем команди і одним з головних бомбардирів команди, маючи середню результативність на рівні 0,46 голу за гру першості.
1971 року перейшов в еквадорський «Емелек», проте на наступний рік повернувся в «Універсідад де Чилі», де провів ще один сезон.
Завершив професійну ігрову кар'єру у клубі «Палестіно», за команду якого виступав протягом 1973—1974 років.

## Виступи за збірну
1963 року дебютував в офіційних матчах у складі національної збірної Чилі. 
У складі збірної був учасником чемпіонату світу 1966 року в Англії та чемпіонату Південної Америки 1967 року в Уругваї, на якому команда здобула бронзові нагороди, а Маркос забив 3 голи.
Протягом кар'єри у національній команді, яка тривала 7 років, провів у формі головної команди країни 43 матчі, забивши 10 голів.

## Смерть
Помер 14 серпня 2006 року на 64-му році життя у місті Осорно від серцевого нападу.

## Досягнення
- Чемпіон Чилі: 1962, 1964, 1965, 1967, 1969
- Бронзовий призер Чемпіонату Південної Америки: 1967